# Stinik
Stinik (en macédonien Стиник) est un village du sud-est de la Macédoine du Nord, situé dans la municipalité de Novo Selo. Le village comptait 58 habitants en 2002.

## Démographie
Lors du recensement de 2002, le village comptait :

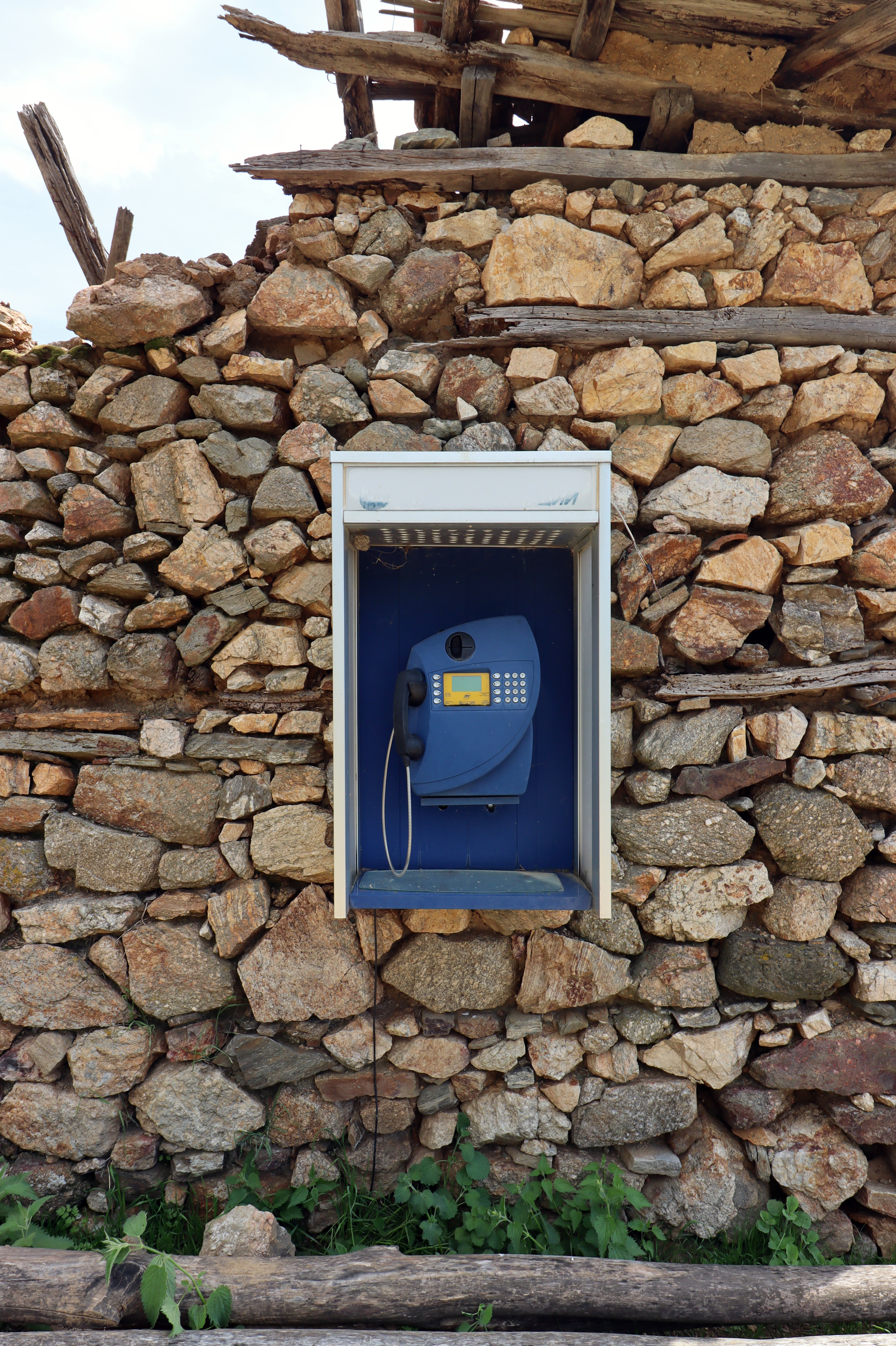
Un téléphone public, dans le village de Stinik.

- Macédoniens : 58